# Hotel Tívoli (película)
Hotel Tívoli es una película española, segundo largometraje dirigido por Antón Reixa, rodada en 2005 y estrenada el 4 de mayo de 2007.
Su extenso reparto está formado principalmente por actores gallegos y fue rodada en 6 idiomas: español (60%), gallego, danés, inglés, alemán, euskera y catalán.

## Argumento
Siguiendo el itinerario de un mechero que va siendo perdido por sus sucesivos dueños en diferentes lugares del mundo, se construye una "historia de historias". El denominador común de todas ellas son las relaciones de pareja y la aparición de sorprendentes personajes portadores de relatos insólitos.
Fuente:Consello da Cultura Galega

## Reparto
- Luis Tosar (Suso)
- José Ángel Egido (Ernesto)
- Nancho Novo (Silvio)
- Judith Diakhate (Nuba)
- Mabel Rivera (Josefa)
- Cristina Piaget (Lady Enigma)
- Jörg Schüttauf (Klaus)
- Valeria Bertuccelli (Eva)
- Marta Larralde (Rita)
- Mikel Erentxun (Músico ambulante)
- Uxía Blanco (Mabel)
- Ginés García Millán (Daniel)
- Vítor Norte (Carlos)
- Carolina Vázquez (Dina)
- Miguel de Lira (Alfonso)
- Carlos Blanco (Carlos II)
- Luis Zahera (Afranio)
- Blanca Martínez (Margarita)
- Olatz Beobide (Edurne)
- Manuel Manzaneque (Anselmo)
- Ledicia Sola (Isabel)
- Kaya Brüel (Ingrid)
- Pere Molina (Andreu)
- Ágatha Fresco (Montserrat)
- Sonia Castelo (Raquel)
- Adolfo Fernández (Aguirre)
- Usun Yoon (Matsubara)
- Patrick Aduma (Malcolm)
- Christopher de Andrés
- Finola Vázquez (Amparo)
- Antela Cid (Esther)
- Filipe Cochofel (Da Silva)
- Florencia Cornell (Mariana)
- Espe López (Vagabunda)
- Enrique Piñeyro (Taxista)
- Martim Gómez (Kevin)
- Nicolaj Kopernikus (Rasmus)
- Hélia Tatiana (Lara)
- Christopher Torres	 (Ismael)
- Juan Véliz	(Diego)